# Andrzej Witan
Andrzej Witan (ur. 22 lutego 1990 w Węgrowie) – polski piłkarz występujący na pozycji bramkarza.

## Życie prywatne
Od grudnia 2017 roku żonaty z lekkoatletką Igą Baumgart-Witan.